# 3ª Brigata proletaria d'assalto del Sangiaccato
La 3ª Brigata proletaria d'assalto del Sangiaccato, in serbo-croato Treća proleterska sandžačka udarna brigada, in cirillico Трећа пролетерска санџачка народно-ослободилачка ударна бригада, è stata una formazione dei partigiani jugoslavi che ha preso parte con distinzione durante la seconda guerra mondiale ai combattimenti sul fronte jugoslavo contro gli eserciti occupanti dell'Asse e i reparti collaborazionisti cetnici e ustaša.

## Storia
La 3ª Brigata proletaria d'assalto del Sangiaccato venne costituita ufficialmente il 5 giugno 1942 raggruppando i battaglioni partigiani II e V di Pljevlja, III di Bijelo Polje e Mileševska, IV di Bijelo Polje e I dello Zlatar; la nuova unità era formata quindi da cinque battaglioni con 958 uomini. Il primo comandante della brigata fu Vladimir Knežević Volođa, il commissario politico Velimir Jakić e il vice commissario politico Rifat Burdžević Tršo; tutti e tre questi capi partigiani ricevettero più tardi l'onorificenza di eroi nazionali del popolo.
Durante la guerra di liberazione combatterono nella brigata circa 10.000 persone, tra cui 20 divennero eroi nazionali del popolo; in totale le unità della formazione partigiana percorsero oltre 20.000 chilometri attraverso il territorio jugoslavo. Nel giugno 1958, in riconoscimento dei suoi meriti, la 3ª Brigata proletaria ha ricevuto, in occasione del quindicesimo anniversario della battaglia della Sutjeska, l'ordine dell'eroe del popolo.
Dopo la costituzione della brigata, i suoi reparti presero subito parte ad aspri combattimenti in Montenegro sul corso inferiore dei fiumi Tara e Piva per proteggere i punti di attraversamento utilizzati dalle principali forze partigiane di Tito per ripiegare in salvo oltre il confine montenegrino. Il 24 giugno 1942 le brigate d'assalto del comando supremo partigiano diedero inizio da Vrbnice alla marcia verso la Craina bosniaca; il 3-4 luglio la brigata sbaragliò reparti ustaša a Ivan Sedlo e Bradina e distrusse parte della ferrovia Sarajevo-Mostar, mettendo fuori uso molto materiale e catturando grandi quantità di cibo ed equipaggiamenti militari. In particolare la 3ª Brigata proletaria si mise in evidenza nei combattimenti dell'11-13 luglio nei quali furono uccisi circa 200 ustaša e 40 furono catturati insieme a molto materiale bellico. Per due volte, il 24 luglio e il 4-5 agosto, la brigata, rinforzata dal battaglione "Vojin Zirojevic", liberò il villaggio di Sujica e subito dopo partecipò ai pesanti combattimenti contro le truppe croate lungo la direttrice Sujica-Kupres.
Tra il 4 e il 7 agosto la brigata del Sangiaccato liberò, insieme alla 1ª Brigata proletaria, la città di Livno; in seguito, mentre il grosso della 3ª brigata rimase nel settore di Livno e Dinara, un battaglione prese parte, insieme alla 4ª Brigata montenegrina, la 2ª Brigata proletaria e la 10ª Brigata erzegovese, ai due falliti attacchi contro Kupres dell'11-12 e 13-14 agosto 1942 durante i quali le forze partigiane subirono pesanti perdite. Nella seconda parte dell'estate e nell'autunno 1942 la brigata del Sangiaccato fu impegnata in numerosi combattimenti intorno a Mrkonjić Grad, Sitnice, sul monte Manjača e Jajce, contro ustaša, cetnici e reparti della 714. e 718. Divisione tedesca. La notte del 2-3 ottobre in un villaggio nei pressi di Mrkonjic Grad il comandante della brigata Vladimir Knežević, il vice-commissario politico Rifat Burdžević e il comandante del IV battaglione Tomas Zizic caddero in un agguato dei cetnici; ingannati e colti di sorpresa isolati in una casa di simpatizzanti nazionalisti, vennero tutti uccisi e i loro corpi furono gettati nell'abisso "Grujic", profondo più di venti metri.

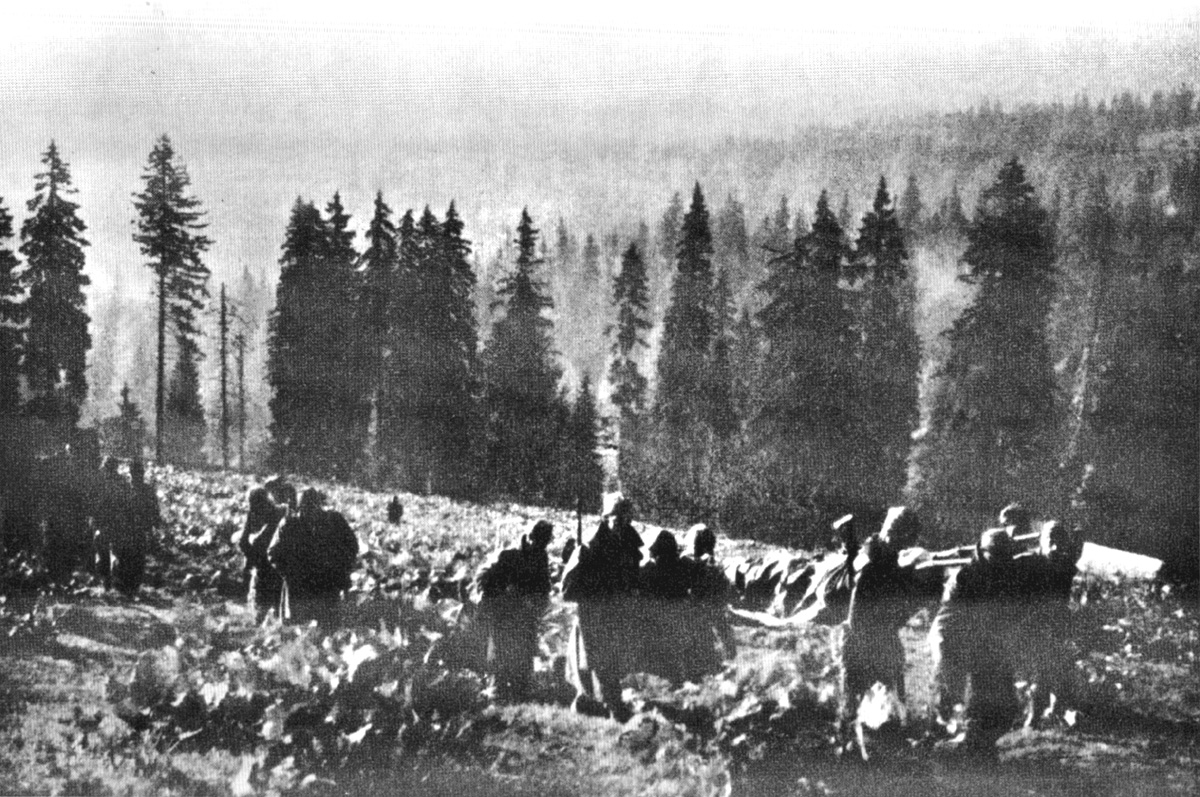
Partigiani in marcia durante la battaglia della Sutjeska.

Nonostante la tragedia, la formazione continuò ad esistere; nel quadro del programma di potenziamento e riorganizzazione delle forze partigiane, il 1 novembre 1942 la 3ª Brigata proletaria del Sangiaccato entrò a far parte della 1ª Divisione proletaria insieme ad altri reparti provenienti dalla Bosnia e dalla Dalmazia. Il 12 novembre 1942 la brigata fu impiegata a Mrkonjic Grad, mentre nel mese di dicembre iniziarono aspri combattimenti contro la 718. Divisione tedesca nella montagna Bukovik, nel territorio di Jajce e sulla collina di Donlučkoj; in seguito i partigiani della 3ª Brigata combatterono a Kotor Varoš e parteciparono agli scontri nella regione di Banja Luka e nelle valli di Vrbas e Vrbanja.
Alla metà del mese di gennaio 1943 le truppe dell'Asse diedero inizio alla cosiddetta "operazione Weiss" ("Quarta offensiva nemica", secondo la storiografia jugoslava) e la 3ª Brigata del Sangiaccato prese parte alla marcia forzata dell'esercito partigiano lungo la direttrice Skender Vakuf-Mrkonjic Grad-Mliništa-Kupres-Gornji Vakuf fino a raggiungere le montagne di Ivan planina. Dal 3 al 5 marzo 1943 la brigata fu coinvolta in pesanti combattimenti contro il gruppo tedesco "Annacker" e subito dopo partecipò al riuscito contrattacco del raggruppamento principale partigiano a Gornji Vakuf che permise di proteggere le colonne dei feriti e mantenere aperto un varco nelle linee di accerchiamento del nemico. Dopo questo successo l'esercito partigiano, compresa la 3ª Brigata del Sangiaccato, iniziò l'attraversamento del fiume Neretva e quindi proseguì la sua marcia verso est; la brigata ebbe un ruolo importante in questa fase e raggiunse importanti successi nel corso della drammatica e sanguinosa battaglia difensiva per proteggere la ritirata. Nelle settimane seguenti la 3ª Brigata del Sangiaccato partecipò alla cosiddetta "operazione Drina", l'avanzata partigiana verso il fiume Drina che venne raggiunto il 7 aprile 1943 presso Kopilova; entro metà metà aprile, la 3ª Brigata del Sangiaccato, insieme alla 2ª Brigata proletaria e alla 2ª Brigata dalmata sconfissero circa 2.500 cetnici nella regione di Celebice.
Alla fine di aprile e nei primi giorni di maggio la brigata combatté insieme alla 1ª Brigata proletaria in Sangiaccato contro circa 2.300 cetnici. La successiva "operazione Schwarz" (cosiddetta "Quinta offensiva nemica") fu caratterizzata da combattimenti estremamente accaniti e cruenti; la 3ª Brigata combatté inizialmente nel Sangiaccato contro il gruppo tedesco "Ludwiger" e contro reparti italiani. Subito dopo, ridotta a circa 400 partigiani, venne impegnata come prima linea delle forze che tentarono di rompere l'accerchiamento tedesco lungo la direttrice Žabljak-Durmitor-fiume Piva-fiume Sutjeska-Zelengora. Insieme all'intera 3ª Divisione d'assalto, la brigata prese parte quindi ai drammatici combattimenti del 13 giugno 1943 per sfondare attraverso il fiume Sutjeska.

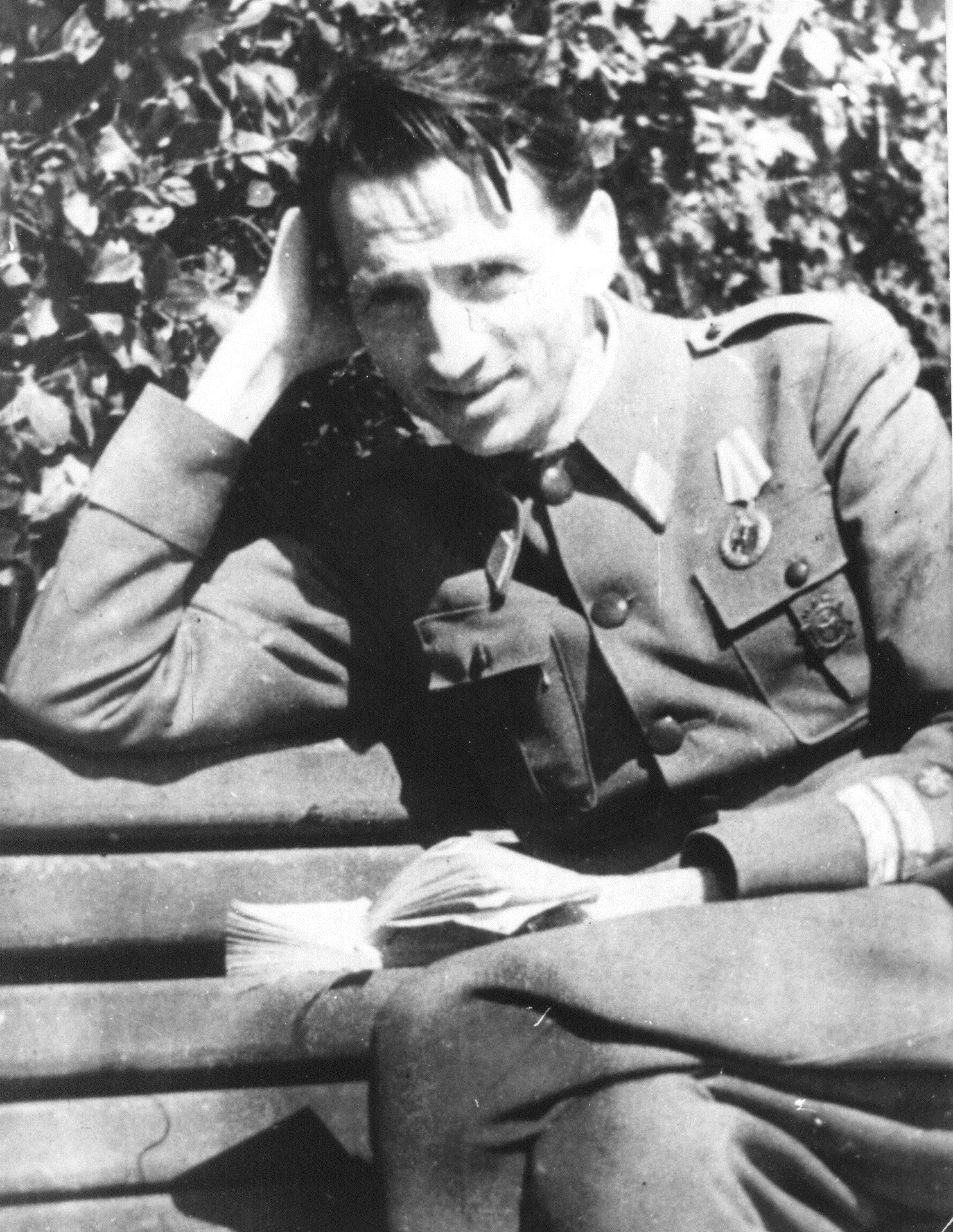
Il comandante della brigata nelle battaglie della Neretva e della Sutjeska fu Velimir Jakić.

I partigiani dell'unità si portarono all'avanguardia delle truppe accerchiate e sferrarono una serie di attacchi disperati per sfondare lo sbarramento tedesco; i partigiani della brigata del Sangiaccato mostrarono grande coraggio ed estrema determinazione ma subirono perdite elevatissime e non riuscirono ad aprirsi un varco; caddero il vice comandante della brigata Momčilo Moma Stanojlović, il commissario politico Božo Miletić che, ferito, si uccise per non cadere prigioniero, e Vojo "Strunjo" Bulatović. Nella battaglia della Sutjeska la brigata del Sangiaccato ebbe 270 morti, il 29% degli effettivi iniziali, e il numero dei feriti fu ancora più alto; al termine della Quinta offensiva antipartigiana, il reparto aveva perso oltre i due terzi dei suoi componenti presenti all'inizio della battaglia. La brigata fu frammentata durante il tentativo di sfondamento; il V battaglione e altri piccoli gruppi riuscirono a uscire dalla sacca attraverso il monte Ozren e si ricongiunsero al gruppo operativo principale di Tito, mentre il grosso tornò indietro, riattraversò la Sutjeska e in un primo momento trovò rifugio nelle foreste del Peručica e del Suhi Potok, quindi passò il Tara e la Piva e riuscì a sfondare l'anello a sud, entrando nel Sangiaccato dove progressivamente ricostituì le sue forze.

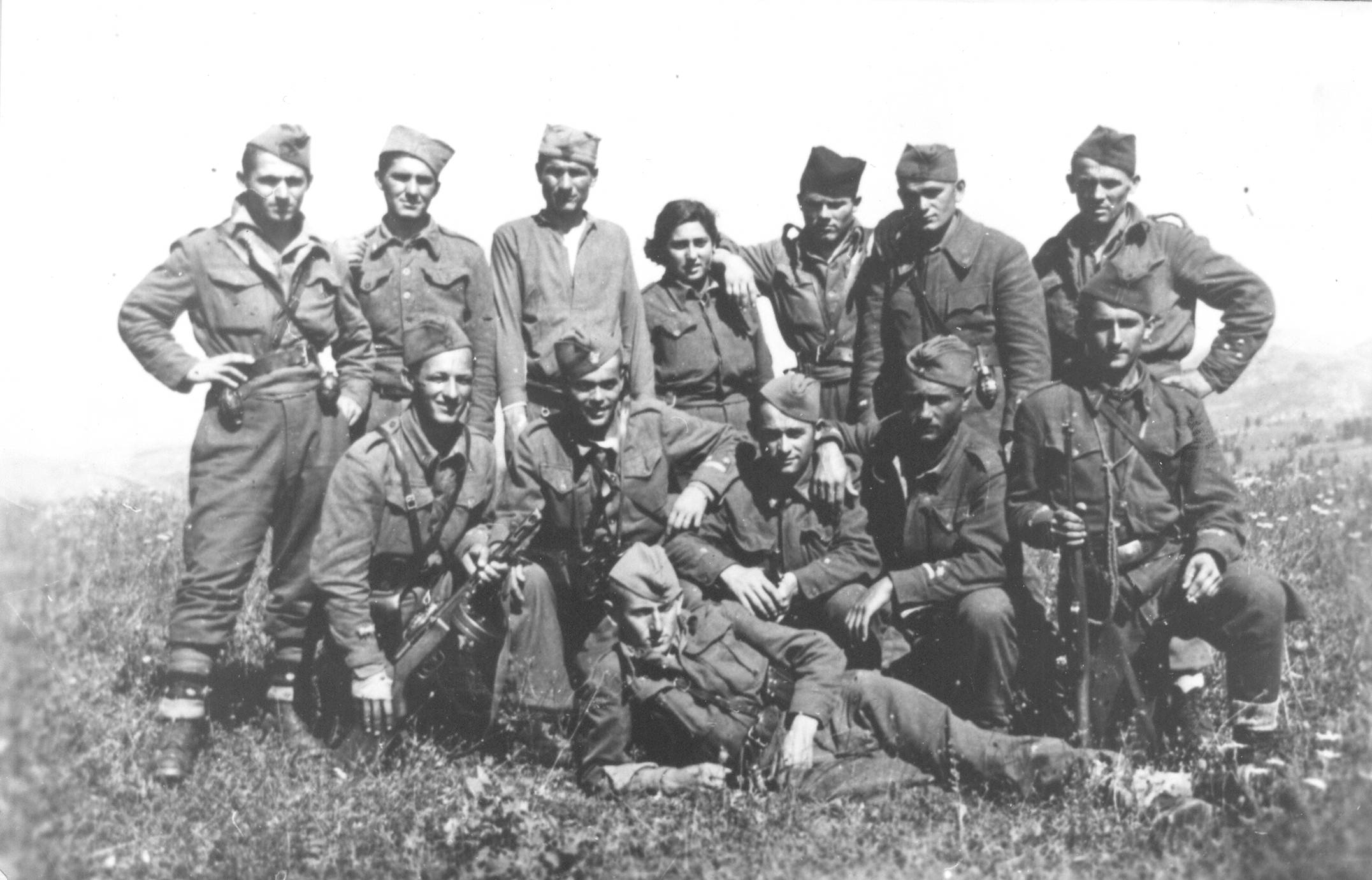
Un gruppo di partigiani della brigata nell'estate 1944.

Nel mese di settembre 1943 la brigata fu aggregata alla 2ª Divisione proletaria che, dopo l'uscita dalla guerra dell'Italia, passò all'offensiva in Sangiaccato e Montenegro insieme alle altre formazioni del II Korpus; i partigiani ottennero numerose vittorie; il 22 settembre fu liberata Pljevlja, il 29-30 settembre Bijelo Polje, in ottobre Prijepolje, Nova Varoš, Kolašin e Berane. Nella seconda metà del mese di ottobre 1943 la 3ª Brigata proletaria entrò in azione a Nova Varoš e Berane, mentre in novembre fu attiva tra Sjenica e Prijepolje. Dopo queste operazioni l'unità fu ancora in combattimento nel territorio tra i fiumi Tara e Lim. Tra il 19 aprile e il 3 maggio 1944 la brigata del Sangiaccato prese parte al contrattacco sferrato dal II Korpus d'assalto nel settore di Mojkovac e combatté duramente tra Sahovic e Bijelo Polje; nel periodo successivo, tra maggio e agosto, invece i partigiani raggiunsero alcuni successi intorno a Pljevlja, Prijepolje, Nova Varoš, Priboj, Zlatibor, Ljubuša e Rudo. Infine dalla metà di agosto all'inizio di settembre la brigata fu ancora in azione nel Montenegro-Sangiaccato e nella Serbia occidentale e venne coinvolta nei pesanti combattimenti contro le truppe tedesche impegnate nell'operazione Rübezahl nella regione del Durmitor.
Nell'ultimo inverno della guerra, tra novembre 1944 e gennaio 1945, la 3ª Brigata rimase nel Sangiaccato dove contribuì alla liberazione definitiva della regione e alla sconfitta del XXI e LCI Corpi d'armata tedeschi, supportati da formazioni cetniche ed altri gruppi collaborazionisti. Dopo la ritirata tedesca, la brigata entrò in Bosnia orientale alla fine di gennaio 1945 e successivamente prese parte all'operazioni per liberare Sarajevo. Dopo la conclusione vittoriosa di questa offensiva, la 3ª Brigata proletaria fu lasciata in Bosnia orientale dove nel maggio 1945 partecipò all'ultima battaglia della guerra sul territorio jugoslavo: la distruzione definitiva delle ultime formazioni cetniche accerchiate tra lo Zelengora e la Sutjeska.

## Eroi nazionali della 3ª Brigata proletaria d'assalto
Alcuni dei più famosi partigiani della brigata del Sangiaccato che ricevettero l'onorificenza di Narodni heroj Jugoslavije, "Eroi nazionali della Jugoslavia", furono:
- Rifat Burdžević, vice-commissario politico
- Žarko Vidović, comandante di brigata
- Đina Vrbica, partigiano
- Gojko Drulović, vice-commissario politico
- Dragoslav Đorđević Goša, commissario politico
- Tomaš Žižić, comandante quarto battaglione
- Velimir Jakić, commissario politico
- Vladimir Knežević Volođa, comandante di brigata
- Živko Ljujić, comandante primo battaglione
- Momčilo Moma Stanojlović, vice-comandante di brigata